# 1979 في إسرائيل
فيما يلي قوائم الأحداث التي وقعت خلال عام 1979 في إسرائيل.

## سياسة

### تعيين في المنصب
- 15 يناير – إسحاق موداعي وزير الاتصالات  [لغات أخرى]‏.
- 31 يناير – أوري أفنيري عضو الكنيست [الإنجليزية]‏.
- 3 أبريل – حماد أبو ربيعة عضو الكنيست [الإنجليزية]‏.
- 14 أغسطس – استير هرليتز عضو الكنيست [الإنجليزية]‏.

### انتهاء فترة المنصب
- 15 يناير – حاييم لاندو وزير بدون حقيبة وزارية.
- 3 أبريل – سيف الدين الزعبي عضو الكنيست [الإنجليزية]‏.
- 23 أكتوبر – موشيه دايان وزير الخارجية  [لغات أخرى]‏.

## مواليد

### يناير
- 8 يناير – أشرف برهوم

### أغسطس
- 9 أغسطس – سليم طعمه لاعب كرة قدم إسرائيلي.[1]
- 29 أغسطس – إيهود تننباوم

### سبتمبر
- 26 سبتمبر – كيرين تيندلر جندية إسرائيلية.[2]

## وفيات

### يناير
- 1 يناير – نجاتي صدقي (مواليد 1905)[3]

### أغسطس
- 13 أغسطس – يعقوب مزراحي (مواليد 1919) سياسي إسرائيلي.